# 後方照応
後方照応（こうほうしょうおう、cataphora）とは、言語学で、談話（discourse）において、後ろにある表現で同じ対象を指す（同一指向 Coreference）表現のこと。つまり、後に述べられる表現が、その前にある表現を言及するか表現する。

## 概要
- Finding the right gadget was a real hassle. I finally settled with a digital camera.（ぴったりの道具を見付けることは本当に煩わしい。結局、私はデジタルカメラに決めた）

この談話の中で、前にある「ぴったりの道具」が指している対象は「デジタルカメラ」で、これは同一のものである。
後方照応は内部（文脈）照応（Endophora）の一種で、前方照応と逆のものである。
後方照応は修辞的効果のために使われることが多い。サスペンスを構築し、説明を与えることができる。
- He's the biggest slob I know. He's really stupid. He's so cruel. He's my boyfriend, Steve.（彼って私が知っている中で一番のとんま。彼って本当にばか。彼ってとても残酷。彼って私のボーイフレンド、スティーヴ）

後方照応は文中の従属節の中に使われることもある。
- If you want some, here's some parmesan cheese.（もしあなたが何か欲しいなら、ここにパルザメンチーズがいくらかある）
- After he had received his orders, the soldier left the barracks.（彼は彼の命令を受けた後、その兵士は兵舎を出た）

後方照応は名前に先立って説明するのにも使われる。
- If you want them, there are cookies in the kitchen.（もし君がそれらを欲しいなら、キッチンにクッキーがある）